# Käte Pariser
Käte Pariser (Berlín, 17 de marzo de 1893-Sídney, 2 de agosto de 1953) fue una bióloga especialista en genética y fisiología del desarrollo. Se doctoró en la universidad de Berlín en 1927 y trabajó en el Museo de Ciencias Naturales de Madrid entre los años 1933 y 1936, investigando la herencia del sexo y la formación de intersexos en los híbridos obtenidos por cruzamiento entre dos especies de tritones.
Pariser fue alumna de Richard Goldschmidt (1878-1958), director del Departamento de Genética y Biología Animal del Kaiser Wilhelm Institut für Biologie desde 1919. Goldschmidt se especializó en fisiología del desarrollo y herencia junto a Richard Hertwig en Múnich. Publicó su "Teoría general genética y de fisiología del desarrollo" 1917 y en 1920 publicó los sus primeros resultados sobre la aparición de intersexos en la mariposa Lymantria dispar.
En 1933, Pariser emigró a España a través de Suiza, gracias a una beca de la sección española de la Federación Internacional de Mujeres Universitarias y trabajó en el laboratorio de investigación del Museo Nacional de Ciencias Naturales en Madrid, de 1933 a 1936. En 1936 Pariser viajó a Tel-Aviv, pasó brevemente por Berlín y desde allí voló a Australia donde se estableció como profesora universitaria.

## Publicaciones
- (Goldschmidt, R. y Pariser, K.) Triploide Intersexualität bei Schmetterlingen. Biologisches Zentralblatt. 1923; 43 (4)
- Die Zytologie und Morphologie der triploiden Intersexe des rückgekreuzten Bastards von Saturnia pavonia L. und Saturnia pyri Schiff. Cell and Tissue Research. Springer Berlin / Heidelberg.17. Januar 1927
- Verschiebung des Geschlechtsverhältnisses bei künstlich erzeugten Tritonbastarden. Biologisches Zentralblatt. 1932; 52(11-12):654-9
- Nuevas investigaciones sobre la desviación de la relación numérica entre los sexos. Investigación y Progreso. 1933; 7-8:222-8
- Deformidades y otras anomalías en híbridos interespecíficos del género Tritón (anfibios). Rev. Esp. Biología. 1935; 4:5-12
- El desarrollo y la relación numérica entre los sexos en los híbridos interespecíficos obtenidos por fecundación artificial en el género Tritón (Molge). Rev. Esp. Biología. 1936; 5 (febrero 1936) cuadernos 1 y 2:11-94.